# Samuel Peixotto
Pour les articles homonymes, voir Peixoto.
Samuel Charles Peixotto (peiʃɔto), puis Charles Paul Joseph Peixotto de Beaulieu à partir de 1781, né à Bordeaux le 22 janvier 1741 et mort le 12 juillet 1805 dans la même ville, est un financier français d'origine portugaise.

## Biographie
Né dans une famille juive marrane, Samuel Peixotto est le fils de Jacob Coen Peixotto (1690-1760) et de Nichette Mendes, petit-fils de Léon Isaac Coen Peixotto (1657-1744), négociant et syndic de la nation portugaise à Bordeaux, et devient banquier à Bordeaux.
Il épouse le 3 mars 1762, à Londres, Sara Mendès d'Acosta (1747-1783) dont il souhaita, à partir de 1773, divorcer sans pouvoir y parvenir jusqu'au décès de celle-ci. De cette union, il eut deux fils, Jacob et Daniel, nés en 1765.
Entre 1760 et 1769, il fait construire le château de Peixotto à Talence et, de 1785 à 1789, le château Peychotte à Mérignac. Il se porte acquéreur également en 1791 de plusieurs biens nationaux dont entre autres le château Pape Clément et le château La Gurgue (en). Il est par ailleurs propriétaire d'un domaine viticole de 6 hectares dans le sauternais, le château Peixotto (ou Pexoto), qui sera classé deuxième cru en 1855.
De confession juive à l'origine, il se convertit au catholicisme, se faisant baptiser le 18 avril 1781 à Sigüenza (Espagne), et prend à cette occasion le nom de Charles Paul Joseph Peixotto de Beaulieu. Il obtient de Charles III d'Espagne le monopole du commerce des piastres entre l'Espagne et les pays étrangers.
En 1794, sous la Terreur, la municipalité de Talence fait traduire Peixotto devant la commission militaire révolutionnaire, à qui l'on reprochait notamment d'avoir « platement fait sa cour aux rois et de leur avoir élevé des statues ». Il bénéficie d'une relative clémence en sauvant sa tête de la guillotine et en se voyant condamner à une amende d'un million deux cent mille livres dont il ne paiera finalement que les deux cent mille livres attribuées aux sans-culottes de Bordeaux.
Il meurt à Bordeaux le 23 messidor de l'an XIII du calendrier républicain, soit le 12 juillet 1805, à l'âge de 64 ans.